# George Walpole (1758-1835)
George Walpole (20 juin 1758 - mai 1835) est un soldat et homme politique britannique. Il se distingue après avoir réprimé l'insurrection des Marrons en Jamaïque en 1795. Après son entrée au Parlement en 1797, il exerce les fonctions de sous-secrétaire d'État aux Affaires étrangères de 1806 à 1807 au ministère de tous les talents dirigé par William Grenville.

## Jeunesse
Walpole est le troisième fils d'Horatio Walpole, 1er comte d'Orford, et de Lady Rachel Cavendish (d. 1805), troisième fille de William Cavendish (3e duc de Devonshire). Il est le petit-fils d'Horatio Walpole (1er baron Walpole) .

## Carrière militaire
Walpole reçoit une commission de cornette dans le 12th Light Dragoons le 12 mai 1777 et devient lieutenant dans le 9th Dragoons le 17 avril 1780. Il retourne au 12th Light Dragoons en tant que capitaine-lieutenant le 10 décembre 1781, et échange avec le 8th Light Dragoons le 13 août 1782. Le 25 juin 1785, il obtient un poste de major dans le 13th Light Dragoons et devient lieutenant-colonel de ce régiment le 31 octobre 1792 .

### Insurrection marron en Jamaïque, 1795
En 1795, Walpole se rend aux Antilles avec le 13th Light Dragoons et prend un rôle de premier plan dans la répression d'une insurrection des Nègres marrons de Jamaïque en Jamaïque. Les Nègres marrons de Jamaïque de Cudjoe's Town (Trelawny Town), qui se sont soulevés lors de ce qui est devenu la deuxième guerre des Marrons, sont au nombre de moins de sept cents, mais ils ont été rejoints par environ quatre cents esclaves en fuite, et l'insurrection menace de s'étendre. Le pays est extrêmement difficile pour les troupes régulières, et deux des détachements envoyés contre les Marrons jamaïcains tombent dans des embuscades, et leurs commandants (les colonels Sandford et William Fitch) sont tués. Au début d'octobre, Walpole est chargé de la conduite générale des opérations, et le gouverneur – Alexander Lindsay (6e comte de Balcarres) – lui donne le grade local et temporaire de major-général. Par des dispositions habiles, il capture plusieurs des « cockpits » marrons ou palissades. Le 24 octobre, le gouverneur écrit au secrétaire d'État : « Le général Walpole se porte très bien. Sa silhouette et ses talents sont bien adaptés au service pour lequel il est, et il a la confiance de la milice et du pays."  Walpole obtient le soutien des Marrons d'Accompong Town contre les Leeward Maroon de Trelawny Town) en septembre 1795, et les Accompong Maroons les forment à l'art du pistage dans les régions boisées du Pays Cockpit .
Cependant, les Marrons de Trelawny Town n'ont pas pu maintenir leur campagne de guérilla pendant les mois de sécheresse, et lorsque Walpole applique une politique de la terre brûlée, soutenue par l'importation de chiens de chasse, le 22 décembre, Walpole réussit à persuader le chef Trelawny Marron, Montague James, pour se réconcilier . Ils devaient demander pardon, quitter leurs abris et s'installer dans n'importe quel district qui leur serait assigné, et abandonner les esclaves fugitifs. Cependant, les Marrons refusent de trahir leurs alliés esclaves en fuite, et des centaines d'entre eux obtiennent ainsi leur liberté . A ces conditions, il promet qu'on ne les renverrait pas hors de l'île ; et les termes sont ratifiés par le gouverneur. Seuls quelques insurgés arrivent et, à la mi-janvier, Walpole s'avance contre eux avec une forte colonne, accompagnée de chiens qui ont été amenés de Cuba. Ils se rendent alors et sont envoyés à Montego Bay ; et en mars, l'assemblée et le gouverneur décident de les expédier en Nouvelle-Écosse. Walpole proteste vivement contre ce qu'il considère comme un abus de foi. Il fait valoir que le traité aurait pu être annulé lorsque les marrons n'avaient pas rempli ses conditions, mais que le gouverneur s'était délibérément abstenu de l'annuler. Il refuse un don de cinq cents guinées que l'assemblée vote pour l'achat d'une épée, et obtient l'autorisation de retourner en Angleterre. Sa lettre refusant l'épée est radiée des procès-verbaux de la maison (cf. Dallas, Hist. des Marrons, 1803 ; Gardner, Hist. de la Jamaïque, 1873, pp. 232–6). Il est nommé colonel de l'armée britannique le 3 mai 1796, mais prend sa retraite avant 1799 .

## Carrière politique
En janvier 1797, Walpole est élu au Parlement pour Derby, qu'il représente jusqu'en 1806 . Walpole maintient le contact avec les Trelawny Marrons alors qu'ils sont en Nouvelle-Écosse, arguant en vain au parlement qu'ils ont été injustement traités par Balcarres. Lorsque Montague James se plaint des mauvaises conditions de vie en Nouvelle-Écosse, il envoie en Angleterre un de ses officiers subalternes marrons, Charles Samuels, porteur de lettres du colonel marron.
Il est un partisan de Charles James Fox, et vote pour la réforme. Il est le second de George Tierney dans son duel avec William Pitt le Jeune sur Putney Heath le 27 mai 1798. Lorsque Fox entre en fonction en tant que ministre des Affaires étrangères, Walpole est nommé sous-secrétaire d'État aux Affaires étrangères (20 février 1806) ; mais il ne conserve pas ce poste longtemps après la mort de Fox. Il est nommé contrôleur des espèces au bureau des accises pour le reste de sa vie . Il est député de Dungarvan de 1807 à 1820, date à laquelle il démissionne de son siège .
Walpole se prononce contre la traite des esclaves à la Chambre des communes en 1807, lors de l'approbation de la loi sur la traite des esclaves de 1807. S'appuyant sur sa connaissance de la résistance marronne, il soutient l'argument selon lequel le nombre croissant d'Africains dans la colonie entraînerait inévitablement des révoltes et même des révolutions comme la, alors récente, Révolution haïtienne .

## Vie privée
George Walpole a un enfant nommée Mary Walpole avec une femme marron inconnue. Mary Walpole est confirmée dans le recensement de 1831 des habitants du village marron "  ". Walpole est décédé en mai 1835, à l'âge de 76 ans, célibataire .